# هارولد سبرنت نيكولاس
هارولد سبرنت نيكولاس (بالإنجليزية: Harold Sprent Nicholas)‏ هو قاضي وصحفي أسترالي، ولد في 8 يناير 1877، وتوفي في 11 يونيو 1953.